# Dan Jacobson
Dan Jacobson, född 7 mars 1929 i Kimberley, Sydafrika, död 12 juni 2014 i London, var en sydafrikansk författare.
"Fadern var av judisk börd och härstammade från Balticum. Som jude betraktades J. som 'färgad'. Han arbetade som lärare och journalist, men lämnade Sydafrika på grund av sin antipati för det rådande systemet. ... Han bor nu i London." (Litteraturhandboken, 1983)

## Böcker på svenska
- Dans i solen (översättning Göran Salander, Norstedt, 1958) (A dance in the sun, 1956)
- Våldtäkten (översättning Barbro Nessén, Rabén & Sjögren, 1972) (The rape of Tamar, 1970)

## Fotnoter
1. 1 2  Encyclopædia Britannica, Encyclopædia Britannica Online-ID: biography/Dan-Jacobsontopic/Britannica-Online, läst: 9 oktober 2017.[källa från Wikidata]
2. ↑  SNAC, SNAC Ark-ID: w6s919jb, läs online, läst: 9 oktober 2017.[källa från Wikidata]
3. 1 2  Internet Speculative Fiction Database, ISFDB författar-ID: 5586, läst: 9 oktober 2017.[källa från Wikidata]
4. ↑  Brockhaus Enzyklopädie, Brockhaus Enzyklopädie-ID: jacobson-dan.[källa från Wikidata]
5. ↑  Freebase Data Dumps, Google.[källa från Wikidata]
6. ↑  läs online, thebookerprizes.com .[källa från Wikidata]